# Ammophila peckhami
Ammophila peckhami är en biart som först beskrevs av Fernald 1934.  Ammophila peckhami ingår i släktet Ammophila och familjen grävsteklar. Inga underarter finns listade i Catalogue of Life.